# Czarnogórski Upłaz

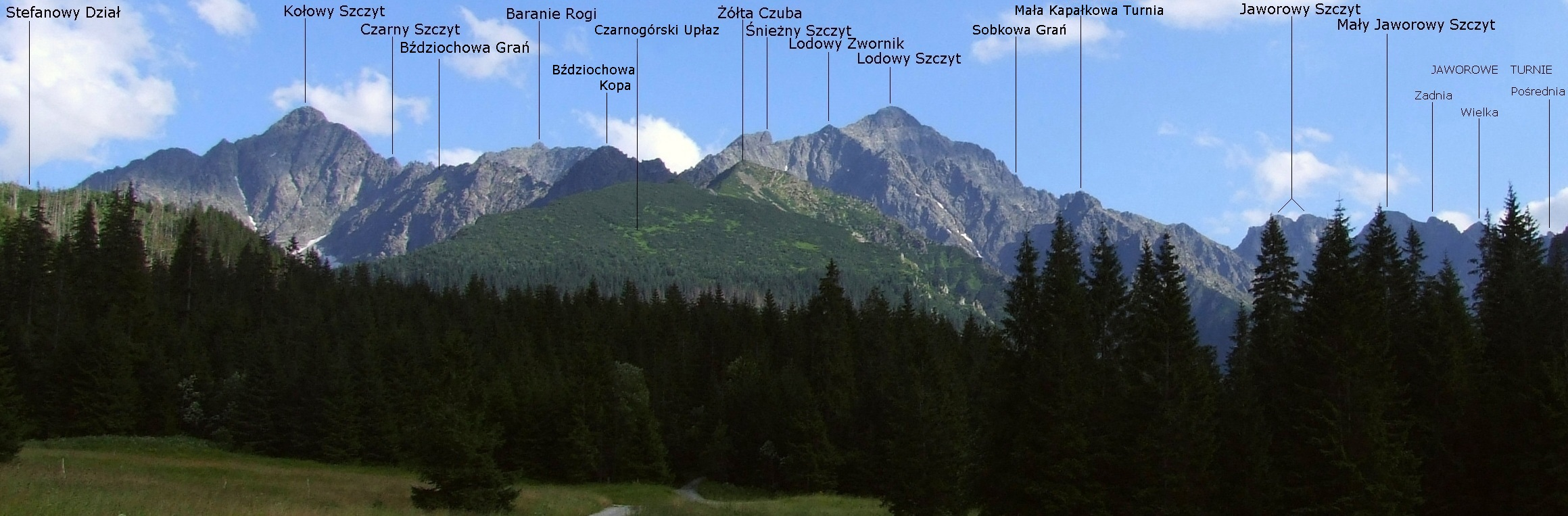
Widok z Gałajdówki

Czarnogórski Upłaz, dawniej nazywany także Upłazem lub Wielkim Upłazem (słow. Úplaz, Veľký úplaz) – położony na wysokości ok. 1500–1780 m duży upłaz na północno-zachodnich stokach Czarnogórskiej Czuby w słowackich Tatrach Wysokich. Wznosi się nad 3 dolinami: Jaworową, Zadnich Koperszadów i Kołową. Ciągnie się od samego szczytu Czarnogórskiej Czuby aż po granicę lasu. Dawniej był wypasany przez mieszkańców miejscowości Czarna Góra na Spiszu i stąd pochodzi jego nazwa. Wchodził w skład dużej Hali pod Upłazem obejmującej część Bździochowej Grani, zachodnią stronę Doliny Kołowej, Polanę pod Upłazem i Kołowy Burdel. Pasterstwo tutaj zostało jednak bardzo silnie ograniczone już dawno, gdy właścicielem tych terenów stał się Christian Hohenlohe. Dawniej trawiasty Czarnogórski Upłaz zarósł niemal całkowicie kosodrzewiną.
Pod Czarnogórskim Upłazem znajduje się jaskinia Jaworzynka, druga pod względem długości i głębokości w całych słowackich Tatrach. Łączna długość jej korytarzy wynosi 9018 m, a deniwelacja 360 m.